# Arrache-moyeu
Pour les articles homonymes, voir Extracteur.

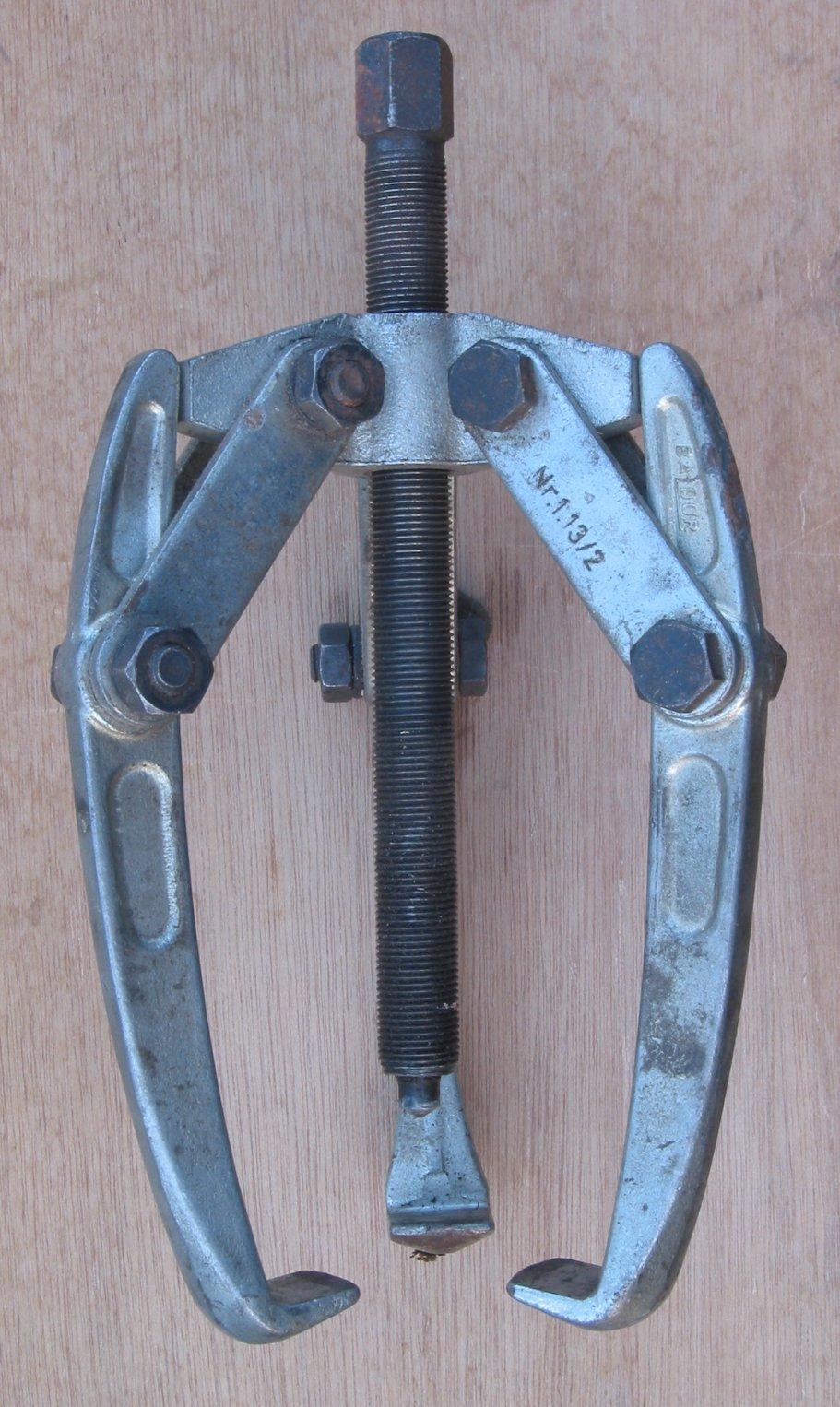
Un arrache-moyeu à griffes.

L’arrache moyeu est un outil de mécanique constitué généralement de deux à quatre griffes articulées autour d'une vis axiale servant à la fois d'appui et de jambe de force, plus communément appelé « arrache roulement » qui est son application première, mais c'est aussi par définition, un « extracteur ».

## Utilité
Il sert à extraire divers mécanismes, des roulements, des moyeux, des cages. Il en existe de diverses variétés, plus ou moins polyvalentes, à prise intérieure ou extérieure, à potence, avec des capacités toutes aussi diverses et variées, etc.

## Types
- À crochet (ou griffes) avec de 2 à 4 crochets.
  - À prise intérieure : les crochets sont tournés vers l'extérieur de l'outil.
  - À prise extérieure : les crochets sont tournés vers l'intérieur de l'outil.
  - Modèle à griffes réversibles.

Ce type d'extracteur peuvent aussi être avec un système à inertie constitué d'une longue tige fixée sur l'axe de l'appareil, sur cette tige coulisse un poids permettant de donner des a-coups secs pour décoller la pièce à extraire. 
- À coquilles : deux demi-coquilles s’emboîtent autour du roulement et sont maintenues par une frette. Il faut une coquille pour chaque taille de roulement.

## Métiers
On le retrouve principalement en mécanique générale, chez le garagiste, dans une usine en atelier de maintenance, dans les ateliers de S.A.V., etc.